# Josef Schild (Skirennläufer)
Josef Schild (* 20. April 1980) ist ein ehemaliger österreichischer Skirennläufer. Der Bruder von Marlies und Bernadette Schild gehörte bis 2005 dem Kader des Österreichischen Skiverbandes an und erreichte zwei Podestplätze im Europacup.

## Biografie
Schild kam, wie seine Geschwister, durch die Eltern zum Skisport. Beide Eltern sind Skilehrer, der Vater zudem Trainer im Skiclub Dienten. Schild wurde 1993 in seiner Altersklasse Schüler I Österreichischer Schülermeister in Riesenslalom und Super-G. Im selben Jahr gewann er den Riesenslalom des erstmals ausgetragenen Whistler Cups im kanadischen Skigebiet Whistler-Blackcomb. Nach Erreichen des Alterslimits nahm er ab der Saison 1995/1996 an FIS-Rennen teil. Lange Zeit ohne vordere Platzierungen geblieben, feierte er im Januar 1999 den ersten Sieg in dieser Kategorie.
Zu ersten Einsätzen im Europacup kam Schild im Januar 1998. Er startete ab der Saison 1999/2000 regelmäßig in dieser Rennserie und erreichte im selben Winter erste Punktegewinne und mehrere Top-20-Platzierungen. Daraufhin wurde er für die Juniorenweltmeisterschaften 2000 in der kanadischen Provinz Québec nominiert, wo er Rang 14 in der Abfahrt und Platz 22 im Riesenslalom belegte, im Slalom jedoch ausschied. Seine erfolgreichste Europacupsaison absolvierte Schild im Winter 2001/02. Er wurde jeweils Dritter in den Abfahrten von Saalbach-Hinterglemm und Tignes und erreichte mit weiteren zwei Top-10-Ergebnissen den siebten Platz in der Europacup-Abfahrtswertung. In der folgenden Saison 2002/03 fuhr er in vier Europacuprennen unter die schnellsten zehn, neben drei Abfahrten auch in einem Riesenslalom.
Am 17. Dezember 2003 kam Schild in der Europacupabfahrt von Ponte di Legno/Tonale schwer zu Sturz. Er erlitt einen Kreuzbandriss und musste den Rest des Winters pausieren. Beim Comeback im folgenden Winter blieb er ohne Europacuppunkte. Schild beendete 2005 seine aktive Karriere, übernahm die Betreuung seiner Schwester Bernadette und absolvierte ein Sportstudium. Er ist Sportlicher Leiter der Skischule Schild Skiracing.

## Erfolge

### Juniorenweltmeisterschaften
- Québec 2000: 14. Abfahrt, 22. Riesenslalom

### Europacup
- Saison 2001/02: 7. Abfahrtswertung
- 2 Podestplätze

### Weitere Erfolge
- 3 Siege in FIS-Rennen